# أزدرخت
الأزَدَرَخْت (الاسم العلمي: Melia) هو جنس من النباتات يتبع الفصيلة الأزدرختية من رتبة الصابونيات.

## أنواع الأزدرخت
- أزدرخت شائع (الاسم العلمي:Melia azedarach)
- أزدرخت فولكنسي (الاسم العلمي:Melia volkensii)
- أزدرخت أثيوبي (الاسم العلمي:Melia aethiopica)
- أزدرخت أسترالي (الاسم العلمي:Melia australasica)
- أزدرخت أهلب (الاسم العلمي:Melia hirsuta)
- أزدرخت بسيط الأوراق (الاسم العلمي:Melia simplicifolia)
- أزدرخت بغوري (الاسم العلمي:Melia bogoriensis)
- أزدرخت توتي (الاسم العلمي:Melia baccata)
- أزدرخت ثنائي التفرع (الاسم العلمي:Melia dichotoma)
- أزدرخت جاوي (الاسم العلمي:Melia javanica)
- أزدرخت جبلي (الاسم العلمي:Melia montana)
- أزدرخت حاد (الاسم العلمي:Melia arguta)
- أزدرخت رائع (الاسم العلمي:Melia superba)
- أزدرخت رخو (الاسم العلمي:Melia flaccida)
- أزدرخت ريشي (الاسم العلمي:Melia pinnata)
- أزدرخت صغير الأزهار (الاسم العلمي:Melia parviflora)
- أزدرخت صلب (الاسم العلمي:Melia robusta)
- أزدرخت صيني (الاسم العلمي:Melia chinensis)
- أزدرخت عصاري (الاسم العلمي:Melia succulenta)
- أزدرخت غيني (الاسم العلمي:Melia guineensis)
- أزدرخت فضي (الاسم العلمي:Melia argentea)
- أزدرخت قزمي (الاسم العلمي:Melia pumila)
- أزدرخت كامل (الاسم العلمي:Melia integerrima)
- أزدرخت كاندولي (الاسم العلمي:Melia candollei)
- أزدرخت كثير الأزهار (الاسم العلمي:Melia floribunda)
- أزدرخت متهدل (الاسم العلمي:Melia pendula)
- أزدرخت متهدل الأزهار (الاسم العلمي:Melia penduliflora)
- أزدرخت مراني الأوراق (الاسم العلمي:Melia fraxinifolia)
- أزدرخت هسكارلي (الاسم العلمي:Melia hasskarlii)
- (الاسم العلمي:Melia bambolo)
- (الاسم العلمي:Melia iloilo)